# Бог создал целые числа
Бог создал целые числа: математические открытия, изменившие историю (англ. God Created the Integers: The Mathematical Breakthroughs That Changed History) ― книга-антология, изданная в 2005 году под редакцией всемирно известного британского физика-космолога Стивена Хокинга. Книга, по словам учёного, представляет собой «отрывки из тридцати одной из самых важных работ в истории математики».
Название книги ― это отсылка к цитате немецкого математика Леопольда Кронекера, который однажды написал, что «Бог создал целые числа; всё остальное ― дело рук человека».

## Содержание
Главы книги сгруппированы по авторам в хронологическом порядке. Каждый раздел предваряется заметками о жизни и творчестве одного математика. В антологию вошли главы о следующих математиках:
- Евклид
- Архимед
- Диофант
- Рене Декарт
- Исаак Ньютон
- Леонард Эйлер
- Пьер-Симон Лаплас
- Жозеф Фурье
- Карл Фридрих Гаусс
- Огюстен-Луи Коши
- Николай Лобачевский
- Янош Бойяи
- Эварист Галуа
- Джордж Буль
- Бернхард Риманн
- Карл Вейерштрасс
- Ричард Дедекинд
- Георг Кантор
- Анри Лебег
- Курт Гёдель
- Алан Тьюринг

Отрывки из математических трудов Эйлера, Бойя, Лобачевского и Галуа вошли во второе издание книги (вышедшее в 2007 году), в первое издание они не были включены.

## Издание
- Хокинг, Стивен (2005). Бог создал целые числа: математические открытия, изменившие историю. Издательство «Running Press». С. 1160 (Твердый переплет). ISBN 0-7624-1922-9.
- Бог создал целые числа : математические открытия, изменившие историю. / Перевод с англ. О. С. Сажиной [и др.]. — М. : АСТ, 2022. — 804, [6] с. : ил. — (Мир Стивена Хокинга) — ISBN 978-5-17-113541-6